# Tractat de Madrid (1670)
El Tractat de Madrid fou un tractat internacional signat el 18 de juliol de 1670 entre Espanya i el Regne d'Anglaterra. El representant espanyol fou Gaspar de Bracamonte y Guzmán, Conde de Peñaranda i l'anglès fou William Godolphin.
Amb la signatura d'aquest tractat Espanya reconeixia les possessions angleses al Mar Carib: "totes les terres, illes, colònies i llocs qualsevols situats a les Índies Occidentals". Així doncs, Anglaterra va prendre possessió formal de Jamaica, Belize i les Illes Caiman i va aconseguir la llibertat de moviments dels vaixells anglesos al Carib. Cada país va comprometre's, així mateix, a abstenir-se de comerciar en territori de l'altre.